# 乌蒙杓兰
乌蒙杓兰（学名：Cypripedium wumengense），为兰科杓兰属下的一个植物种。